# Ludwigsschanzen

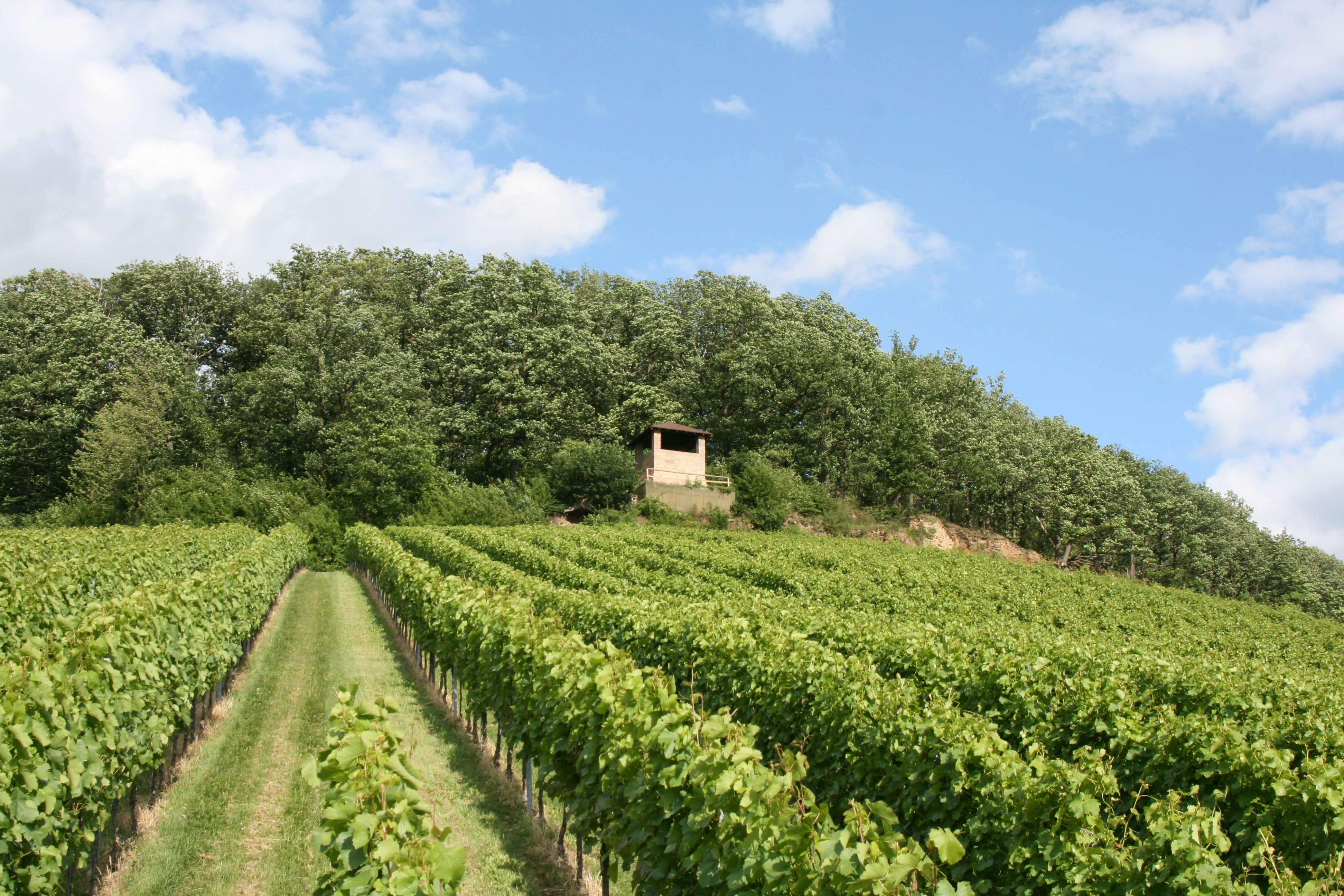
Die Aussichtshütte bei der ersten Ludwigsschanze

Die Ludwigsschanzen (auch Ludwigschanzen) sind zwei im Jahr 1693 angelegte Erdschanzen auf dem Schweinsberg in Heilbronn. Sie sind nach dem Türkenlouis, Markgraf Ludwig Wilhelm von Baden-Baden, benannt, der sich im Pfälzischen Erbfolgekrieg als Oberbefehlshaber der Reichstruppen in der Nähe Heilbronns aufhielt und zum besseren Schutz der Reichsstadt Heilbronn die Schanzen als noch unbestückte Artilleriestellungen anlegen ließ.
Die Reste der beiden sternförmigen Erdschanzen mit jeweils etwa 50 m Seitenlänge und vorgelagertem Graben liegen etwa 300 m voneinander entfernt am Waldrand oberhalb der Weinberge, die sich den Schweinsberg hinaufziehen. Die Ludwigsschanze I ⊙ liegt im Gewann Kohlpfad, die Ludwigsschanze II ⊙ im Gewann Hölle, wenige hundert Meter westlich der von 1945 bis 1971 bestehenden Schweinsbergsiedlung.
Wenige Meter westlich der Ludwigsschanze I und unmittelbar oberhalb der Weinberge ließ der Verschönerungsverein Heilbronn im Jahre 1900 ein Aussichtstürmchen errichten, das weiten Ausblick über Heilbronn und das Neckartal bot und Ludwigstürmchen genannt wurde. Nachdem dieses Türmchen am 12. Oktober 1926 abbrannte, wurde es 1927 durch eine steinerne Aussichtshütte ⊙ ersetzt, die am 24. März 1928 der Öffentlichkeit übergeben wurde.